# Fouencamps
Fouencamps là một xã ở tỉnh Somme, vùng Hauts-de-France, Pháp.

## Địa lý
Thị trấn này tọa lạc along the D90, khoảng 7 dặm Anh về phía đồng nam của Amiens,giữa hai sông nhỏ chảy vào sông Somme.

## Dân số
| 1962                                                           | 1968 | 1975 | 1982 | 1990 | 1999 |
| -------------------------------------------------------------- | ---- | ---- | ---- | ---- | ---- |
| 213                                                            | 219  | 196  | 184  | 214  | 239  |
| Số liệu điều tra dân số từ năm 1962, dân số không tính hai lần |      |      |      |      |      |

## Địa điểm nổi bật
- Nhà thờ
- Đài tưởng niệm chiến tranh